# Summit (New Jersey)
Summit ist eine Stadt im Union County, New Jersey, USA. Das U.S. Census Bureau ermittelte bei der Volkszählung 2020 eine Einwohnerzahl von 22.719.
Summit wurde im Jahr 1869 gegründet.

## Geographie
Die geographischen Koordinaten der Stadt sind 40°42'58" nördliche Breite und 74°21'45" westliche Länge. Nach den Angaben des United States Census Bureaus hat die Stadt eine Gesamtfläche von 15,7 km2, wovon 15,7 km2 Land und 0,1 km2 (0,33 %) Wasser sind.

## Geschichte
Die Gegend um Summit wurde den indianischen Ureinwohnern am 28. Oktober 1664 abgekauft. Um 1710 kamen die ersten Siedler aus Europa in die Gegend. Ursprünglich wurde der Ort „Pie Hill“ genannt, später „Beacon Hill“ und bis zum Ende des 19. Jahrhunderts „Heights over Springfield“. Der heutige Name (summit = engl. Gipfel) ist wohl von der Lage des Ortes auf den Watchung-Bergen abzuleiten. 1837 bekam der Ort Anschluss an die Morris and Essex-Eisenbahn. 1869 fand die Trennung der Gemeinden Summit und New Providence statt, und der gegenwärtige Status („City of Summit“) wurde am 11. April 1899 deklariert.
Im 19. Jahrhundert diente Summit als Naherholungsgebiet für wohlhabende New Yorker. Nach der Anreise mit der Eisenbahn wurden die Wochenenden oftmals in großen Grand Hotels oder kleineren Pensionen verbracht. Nach dem Zweiten Weltkrieg erlebte die Stadt einen großen Bauboom, da es sich nun einbürgerte, nach New York zur Arbeit zu pendeln. Zu dieser Zeit begann Summit, seinen suburbanen Charakter mit baumbestandenen Straßen und Vorstadt-Einfamilienhäusern an, für den es heute bekannt ist. So konnte sich Summit der heruntergekommenen und durch Kriminalität belasteten Atmosphäre, wie sie in vielen anderen Städten in New Jersey vorherrscht, bisher entziehen und ist heute die wohlhabendste Stadt des Staates.
Das Carter House (Butler Parkway Nr. 90) von 1741 ist das älteste erhaltene Bauwerk von Summit und heute Sitz der Historischen Gesellschaft von Summit.

## Politik
Organe der Stadtverwaltung sind Stadtverordnetenversammlung, Bürgermeister und Stadtdirektor. Der Bürgermeister wird für vier Jahre gewählt und ist der offizielle Repräsentant der Stadt sowie Erster gewählter Beamter. Er ernennt diverse Beamte wie den Polizeichef und den Vorstand der Schulverwaltung.

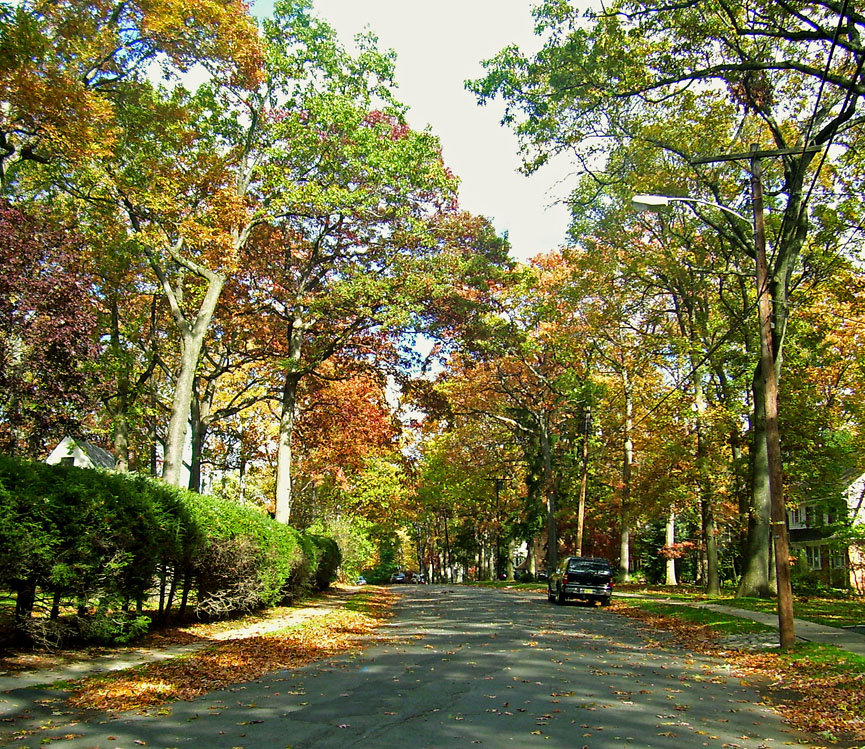
Die Oak Ridge Avenue in Summit

Maßgebendes Organ innerhalb der Stadtverwaltung ist die Stadtverordnetenversammlung. Sie erlässt die Gesetze und verabschiedet den Haushalt. Sie besteht aus sieben Mitgliedern, nämlich je drei aus den Stadtbezirken I und II sowie einem in beiden Stadtbezirken gewählten Mitglied. Dieses amtiert für zwei, die anderen sechs Mitglieder für drei Jahre. Die Versammlung wählt aus ihrer Mitte für jeweils ein Jahr Amtszeit einen Vorsitzenden und einen Pro-Tem-Vorsitzenden, welcher zugleich stellvertretender Bürgermeister ist.
Jahrelang galt Summit als eine Hochburg der Republikaner. Zwischen 1921 und 2001 stellten sich nur wenige Demokraten zur Wahl, und kein einziger hatte ein Wahlamt inne. 2001 wurden jedoch zwei Demokraten in die Stadtverordnetenversammlung und Jordan Glett von den Demokraten 2003 zum Bürgermeister gewählt.

## Demographie

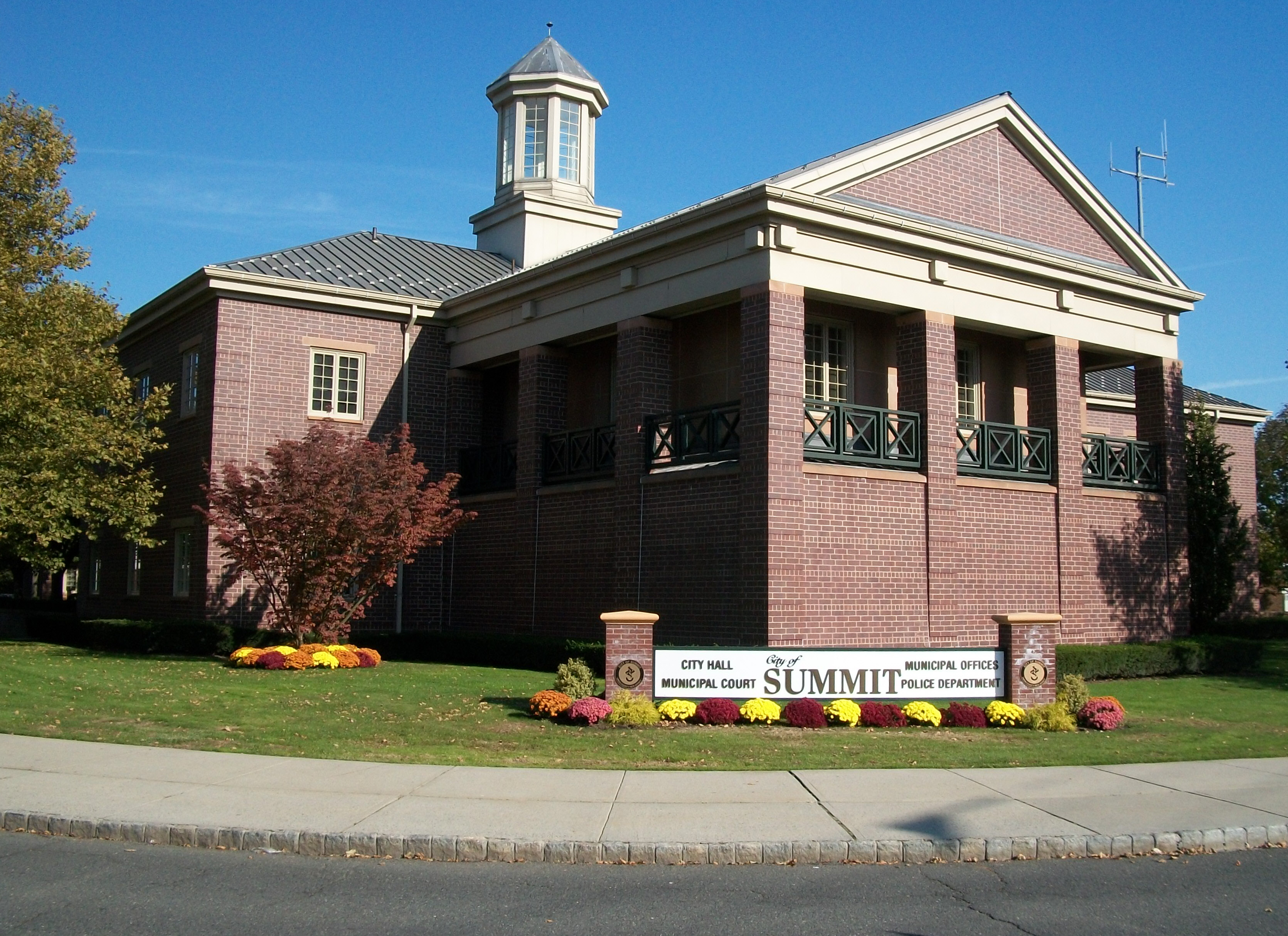
Rathaus

Nach der Volkszählung von 2000 hatte Summit 21.131 Einwohner, 7.897 Haushalte und 5.606 Familien. Die Bevölkerungsdichte betrug 1.348,5 Einwohner pro km2. 80,1 % der Bevölkerung waren Weiße, 10,17 % Latinos unterschiedlicher Abstammung. 4,15 % waren Afroamerikaner, 4,42 % Asiaten, 1,70 % anderer Herkunft und 1,65 % Mischlinge. 8 amerikanische Ureinwohner und 2 pazifische Insulaner lebten dort
Von den 7.897 Haushalten hatten 35,7 % Kinder unter 18 Jahre. 61,1 % davon waren verheiratete, zusammenlebende Paare, 7,8 % waren alleinerziehende Mütter, 29,0 % waren keine Familien, 23,9 % waren Singlehaushalte, und in 10,2 % der Haushalte waren die Bewohner älter als 65 Jahre. Die Durchschnittshaushaltsgröße betrug 2,67, die Durchschnittsfamiliengröße 3,18 Personen.
27,0 % der Bevölkerung waren unter 18 Jahre alt, 4,4 % zwischen 18 und 24, 33,0 % zwischen 25 und 44, 22,5 % zwischen 45 und 64, 13,1 % älter als 65. Das Durchschnittsalter betrug 37 Jahre. Das Verhältnis Frauen zu Männer betrug 100:93,8, für Menschen älter als 18 Jahre betrug das Verhältnis 100:89,1.
Das jährliche Durchschnittseinkommen der Haushalte betrug 92.964 USD, das Durchschnittseinkommen der Familien 117.053 USD. Männer hatten ein Durchschnittseinkommen von 85.625 USD, Frauen 46.811 USD. Das Prokopfeinkommen der Stadt betrug 62.598 USD. 4,2 % der Bevölkerung und 2,5 % der Familien lebten unterhalb der Armutsgrenze, davon sind 4,1 % Kinder oder Jugendliche jünger als 18 Jahre, und 4,3 % älter als 65 Jahre.
Einwohnerentwicklung:
| Jahr | Einwohner¹ |
| ---- | ---------- |
| 1980 | 21.071     |
| 1990 | 19.757     |
| 2000 | 21.131     |
| 2010 | 21.457     |
| 2020 | 22.719     |

¹ 1980–2020: Volkszählungsergebnisse

## Bildung
Von der Kinderkrippe bis zur 12. Klasse findet die Erziehung und Ausbildung überwiegend in öffentlichen Einrichtungen des Schulbezirks Summit statt. Es existieren fünf Grundschulen (Kinderkrippe/Kindergarten bis 5. Klasse) mit insgesamt ca. 1.800 Schülern, eine Mittelschule (6. – 8. Klasse) mit 843 Schülern sowie die Summit High School (9. – 12. Klasse) mit 977 Schülern (Zahlen aus 2005/2006). Darüber hinaus existieren drei private Schulen.

## Söhne und Töchter der Stadt
- William Larned (1872–1926), Tennisspieler
- Charles R. Jackson (1903–1968), Schriftsteller
- Winthrop Palmer (1906–1970), Eishockeyspieler
- Levin H. Campbell (* 1927), Richter
- Mark Donohue (1937–1975), Automobilrennfahrer
- Harold Budd (* 1939), Ruderer
- Lou Grassi (* 1947), Jazzmusiker
- Meryl Streep (* 1949), Schauspielerin
- Judy Melick (* 1954), Schwimmerin
- Peter Kuper (* 1958), Comiczeichner
- Fritz Buehning (* 1960), Tennisspieler
- Dave Haynie (* 1961), Chipdesigner
- Jeffrey McLaughlin (* 1965), Ruderer
- Scott Smith (* 1965), Schriftsteller und Drehbuchautor
- Kai Wehmeier (* 1968), Logiker und Philosoph
- Alice Evans (* 1971), Schauspielerin
- Sean Baker (* 1971), Drehbuchautor, Filmregisseur und -produzent
- Mark Moebius (* 1973), deutscher Komponist
- Jon Lucas (* 1976), Filmregisseur
- Lindsey McKeon (* 1982), Schauspielerin
- Miles Austin (* 1984), American-Football-Spieler

## Verkehr

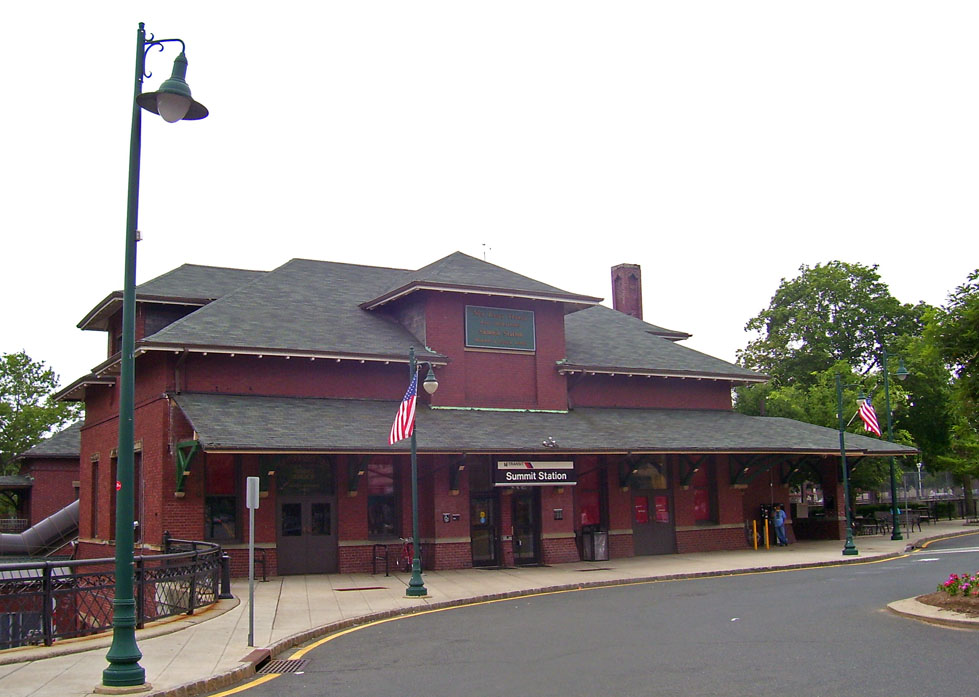
Der Bahnhof von Summit

Der Bahnhof Summit wird durch die Linie Gladstone-Newark-Hoboken sowie die Morristown-Linie (Hackettstown-Newark-Pennsylvania Station (New York City)) der New Jersey Transit Verkehrsgesellschaft bedient.
Der Flughafen Newark befindet sich ca. 15 Autominuten von Summit.
Ein Kleinbus-System mit drei Ringlinien durch alle Stadtteile, konzipiert als Zubringer zum Bahnhof Summit, existierte kurzzeitig Ende der 1970er Jahre.

## Trivia
- Der Wirkstoff Ritalin wurde in der Ciba-Betriebsstätte (heute Schering-Plough-Campus) im Westteil der Stadt entwickelt und erforscht.
- Die Rockband The Velvet Underground gab ihr erstes bezahltes Konzert auf einem Ball der Summit High School.
- In der Fernsehserie "Monk" wird Leutnant Randy Disher der neue Polizeichef von Summit.

## Fotoatelier

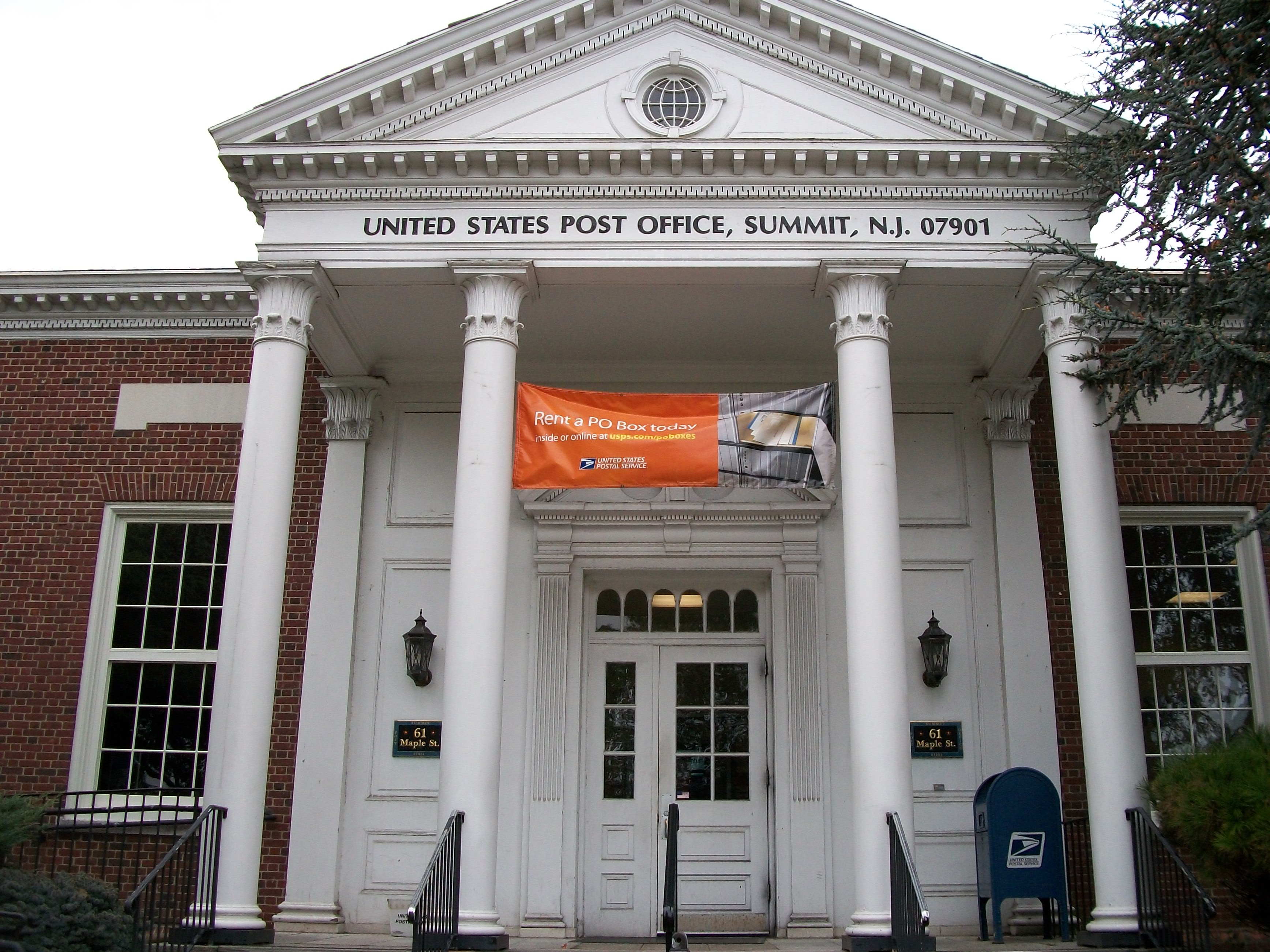
Post
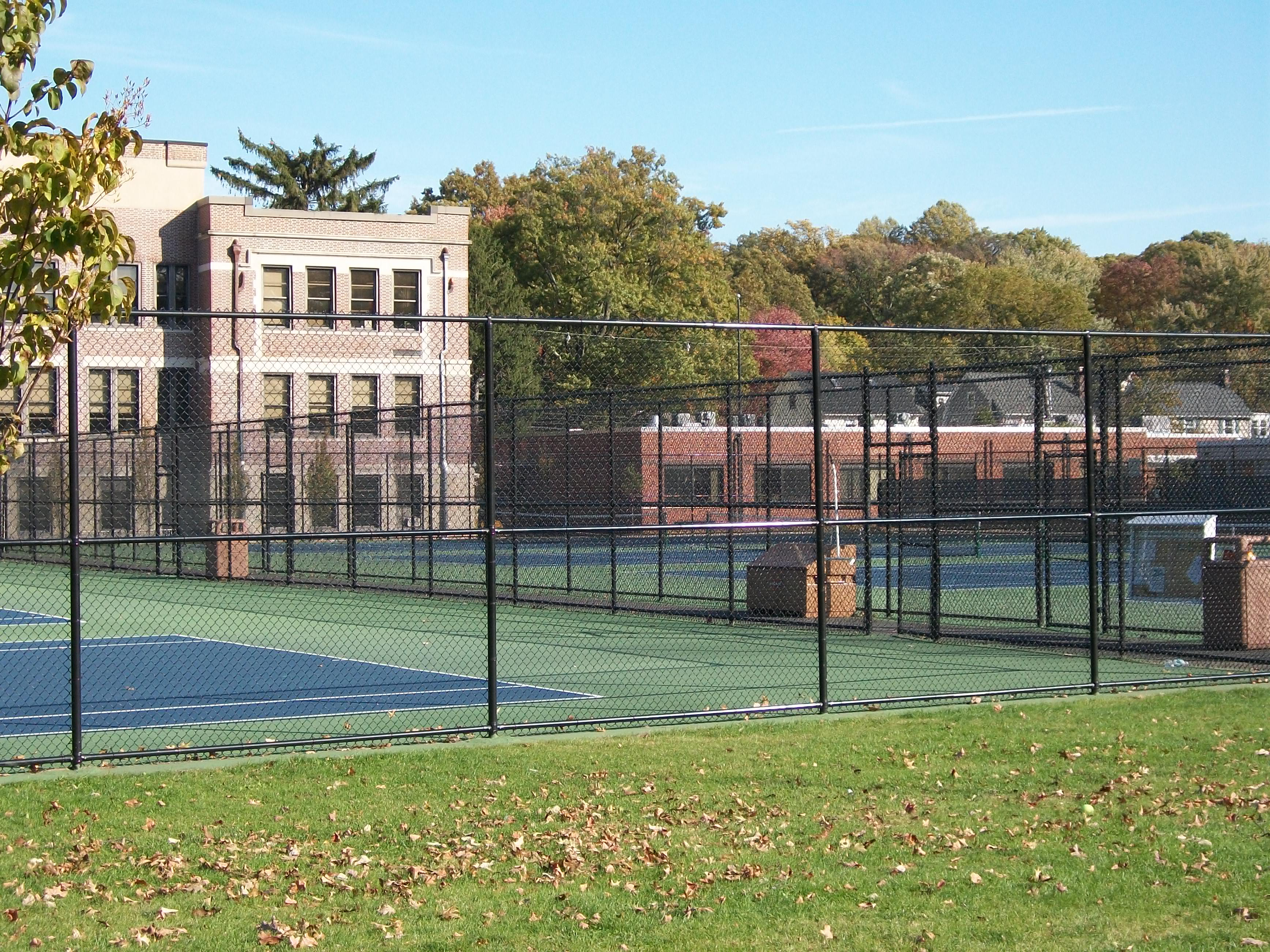
Tennisplätze
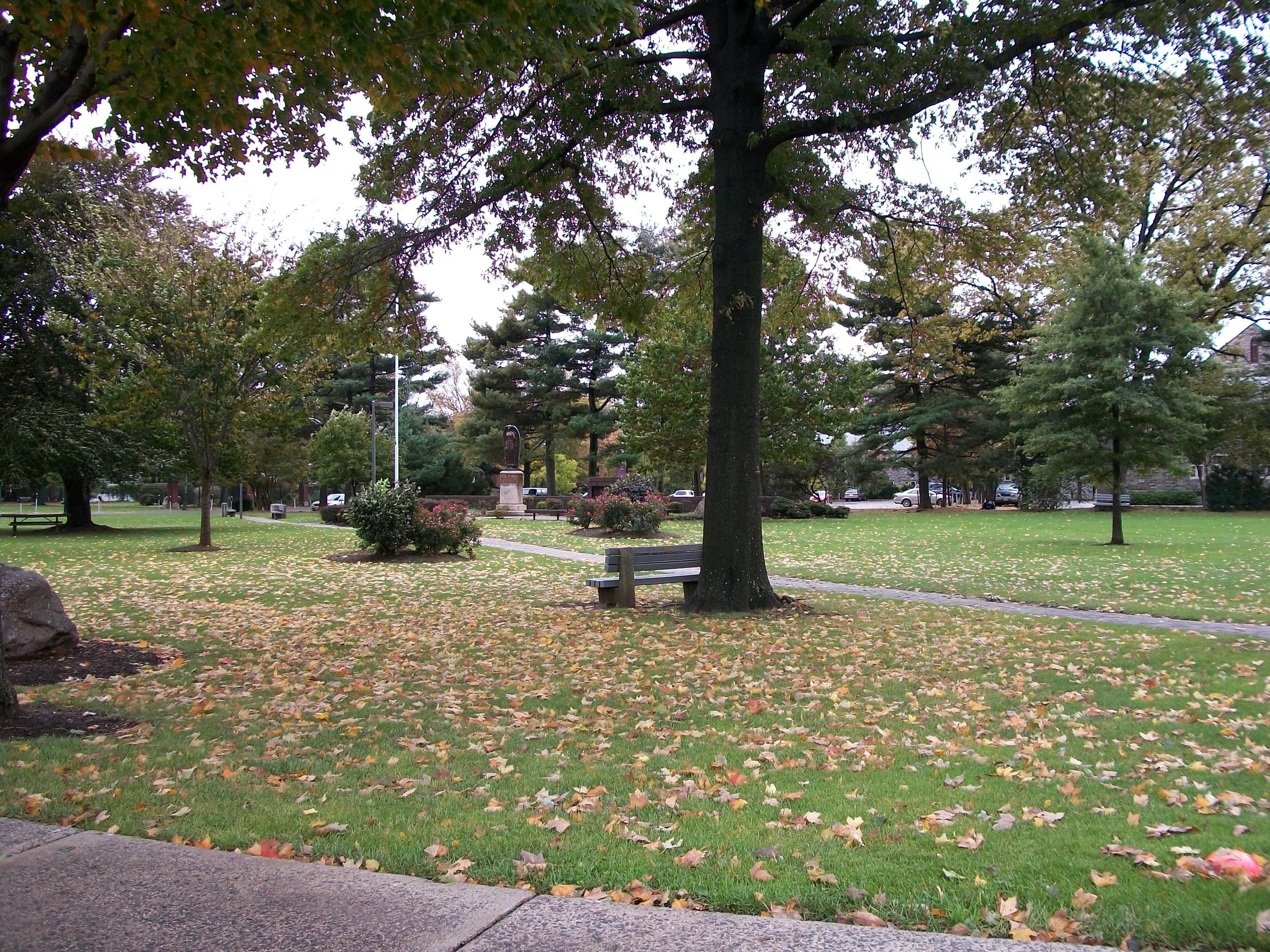
Öffentlicher Park
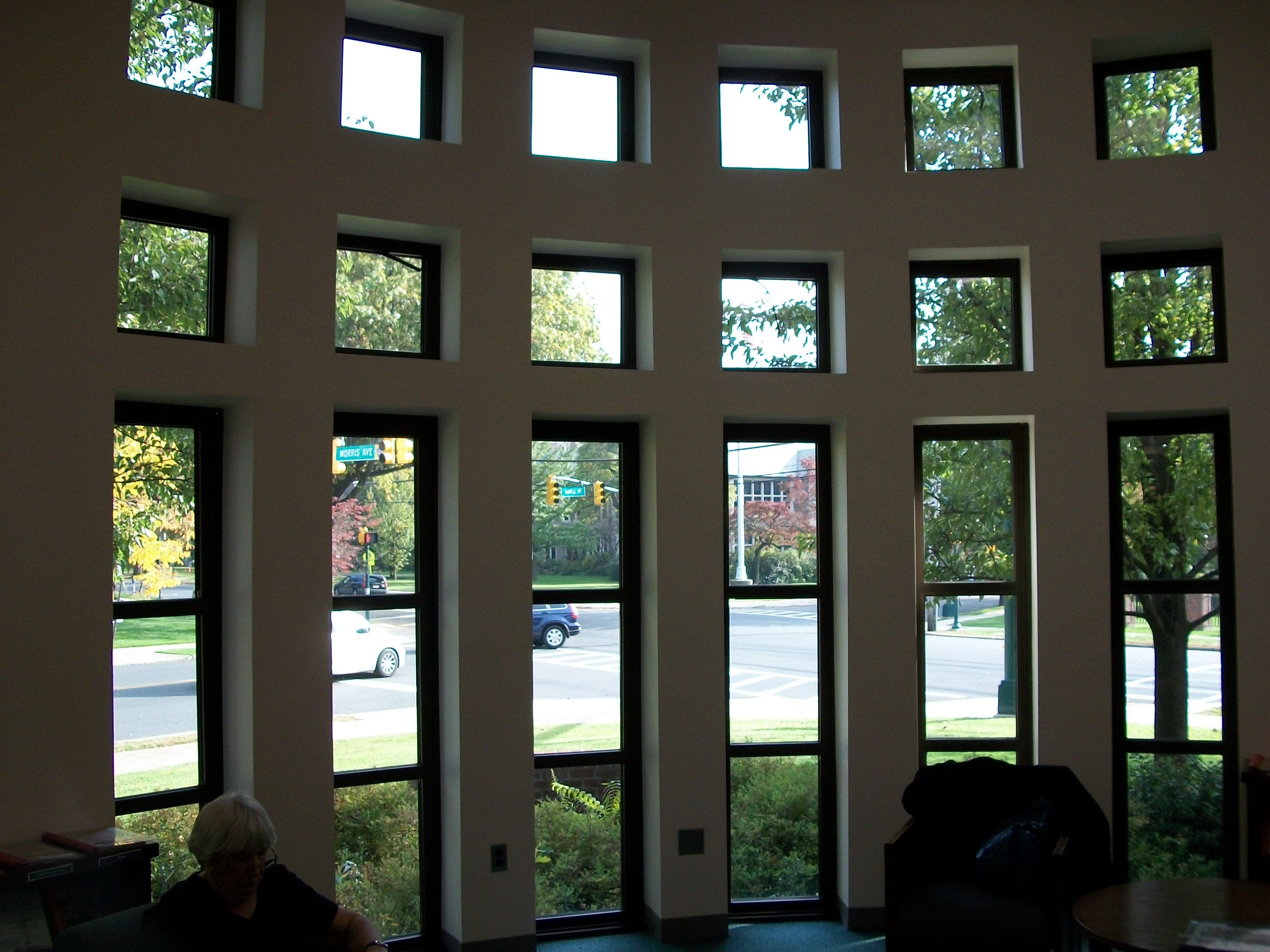
Bibliothek